# Спасо-Преображенский монастырь (Ярославль)
Спасо-Преображенский монастырь — бывший мужской монастырь в Ярославле, игравший ключевую роль в истории города. Основан князем Константином Всеволодовичем в 1216 году. Располагается в историческом центре города, на берегу реки Которосли. На его территории находятся памятники архитектуры XVI—XIX веков. Именно здесь был найден текст «Слова о полку Игореве». В советское время монастырь был закрыт, а его здания занял Ярославский государственный историко-архитектурный и художественный музей-заповедник.
Ввиду наличия у монастыря мощных стен допетровского времени приезжие иногда принимают его за кремль (хотя подлинный Ярославский кремль не имел каменных стен и находился у впадения Которосли в Волгу). В 2025 году губернатор Михаил Евраев распорядился повесить у входа в музей-заповедник большую вывеску «Ярославский кремль», что вызвало протесты краеведов и общественников, которые заявили, что анонсированное властями «брендовое наименование» бывшего монастыря не соответствует исторической достоверности и вносит путаницу в городскую топонимику.

## История

### Монастырь
Спасо-Преображенский монастырь сыграл важную роль в истории Ярославля, будучи долгое время его духовным, культурным и экономическим центром. Основан он был в 1216 году за стенами тогдашнего города, заняв угловое положение в системе городских оборонительных сооружений. В 1216—1218 годах в монастыре работало первое в Северо-Восточной Руси духовное училище, затем переведённое в Ростов. В 1216—1224 годы в монастыре построили Спасо-Преображенский собор. В честь образования Ярославского княжества в 1218 году, по преданию, у юго-восточного угла собора возвели миниатюрную Входоиерусалимскую церковь, которая не дошла до наших дней. Уже в первой половине XIII века в монастыре образовалась большая библиотека, велась работа по переписке книг.
После пожара 1501 года, в котором сильно пострадали строения монастыря, в 1516 году, освятили заново построенный по образу Благовещенского и Архангельского соборов Московского кремля Спасо-Преображенский собор, сохранившийся до сих пор. Сейчас это древнейшее строение Ярославля, а его фрески, написанные в 1563—1564 годах, — древнейший памятник стенописи в городе и один из двух в России, сохранившихся с эпохи Ивана Грозного (второй — Успенский собор Свияжского Успенского монастыря). Тогда же построили первую каменную башню — Святые ворота. Для нового собора московскими и местными художниками был создан большой иконостас. От этого иконостаса до наших дней сохранилось тринадцать икон деисусного чина, храмовый образ и три иконы нижнего, местного ряда.
В XVI веке были возведены звонница и Трапезная палата с Крестовой (Рождественской) церковью, а в 1550—1580 годы — каменные стены вместо старых деревянных. Монастырь стал самой укреплённой частью города, ведь Ярославский кремль никогда не имел каменных стен, а после того как его стены в конце XVIII века были разобраны, ярославским кремлём, зачастую, стали ошибочно называть Спасский монастырь.
Любил посещать монастырь царь Иван Грозный. К концу 1560-х годов от него было получено 55 жалованных грамот, дающих во владение 6 сёл и 239 деревень, рыбные ловли и соляные варницы, а также освобождение от общего тягла на ярославском посаде и судебный иммунитет. Его сын, царь Фёдор, пожаловал монастырю 12 грамот.
В 1609 году во время Смутного времени Спасский монастырь и Земляной город с кремлём выдержали осаду отрядов пана Будзило и воеводы Наумова, продолжавшуюся около месяца, в то время как остальная часть Ярославля была захвачена. От стен монастыря в 1612 году земское ополчение Минина и Пожарского отправилось на освобождение Москвы. С 21 марта по 16 апреля 1613 года в монастыре пребывал будущий царь Михаил Романов, находившийся здесь проездом из Ипатьевского монастыря в Москву, — отсюда он отправил свою первую грамоту — о согласии на престол. В дальнейшем он дал монастырю 18 жалованных грамот.
В 1621—1646 годах были перестроены стены монастыря, пострадавшие во время осады, — они стали более крупными, в значительной мере они сохранились до наших дней. Возведены каменные башни — Богородицкая, Угличская (сохранилась), Глухая, Михайловская, Водяные ворота. В последней четверти века был построен Келейный корпус. К концу XVII века длина стен достигает 820 метров, высота — 10,5 метра, толщина — 2,8—3 метра. На стенах и башнях имелось хорошее вооружение — 15 крупных и 17 малых пищалей, 97 карабинов, 14 бочек с порохом.
Монастырь владел значительной территорией в западной части города вдоль дороги на Углич, где в XVII веке выросли ряд монастырских слобод — Спасская, Богоявленская и другие (всего более 300 дворов). В результате он стал значительной силой, влиявшей на социальную и хозяйственную жизнь Ярославля, соперничая и иногда конфликтуя с его посадом.

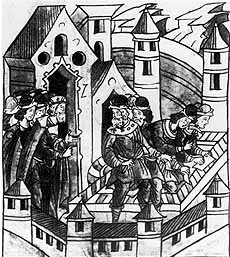
Закладка Спасо-Преображенского собора. Миниатюра XVI в. из Лицевого летописного свода.
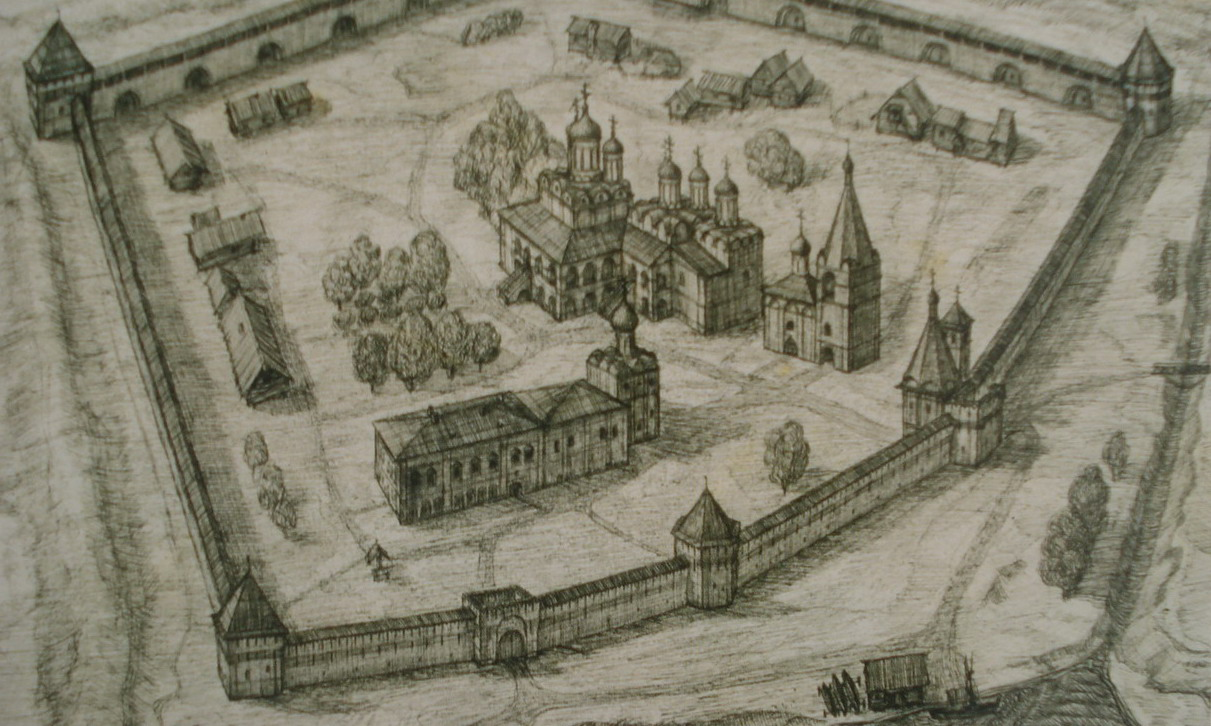
Монастырь в начале XVII века (рисунок современного художника)
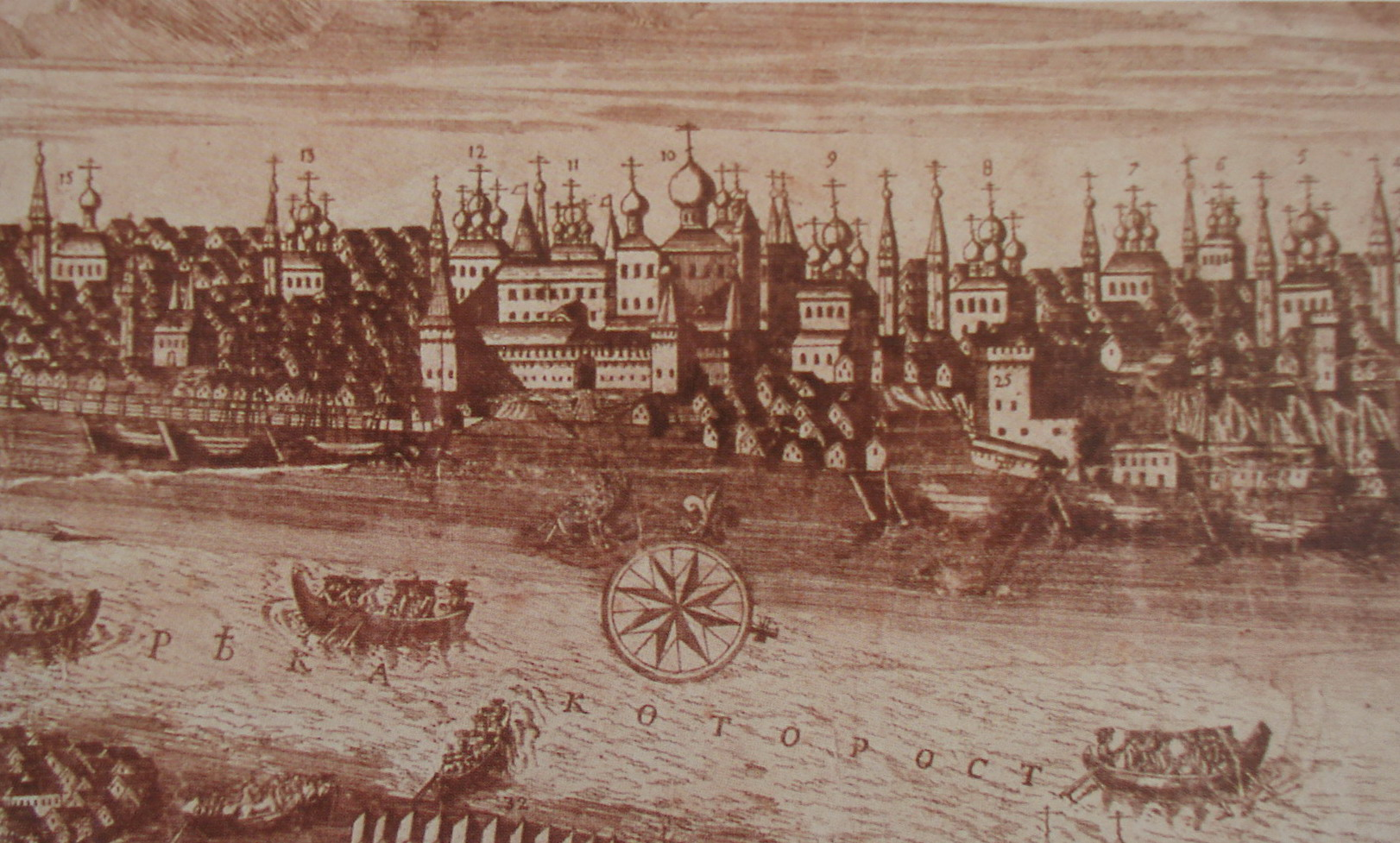
Вид монастыря с гравюры 1731 года
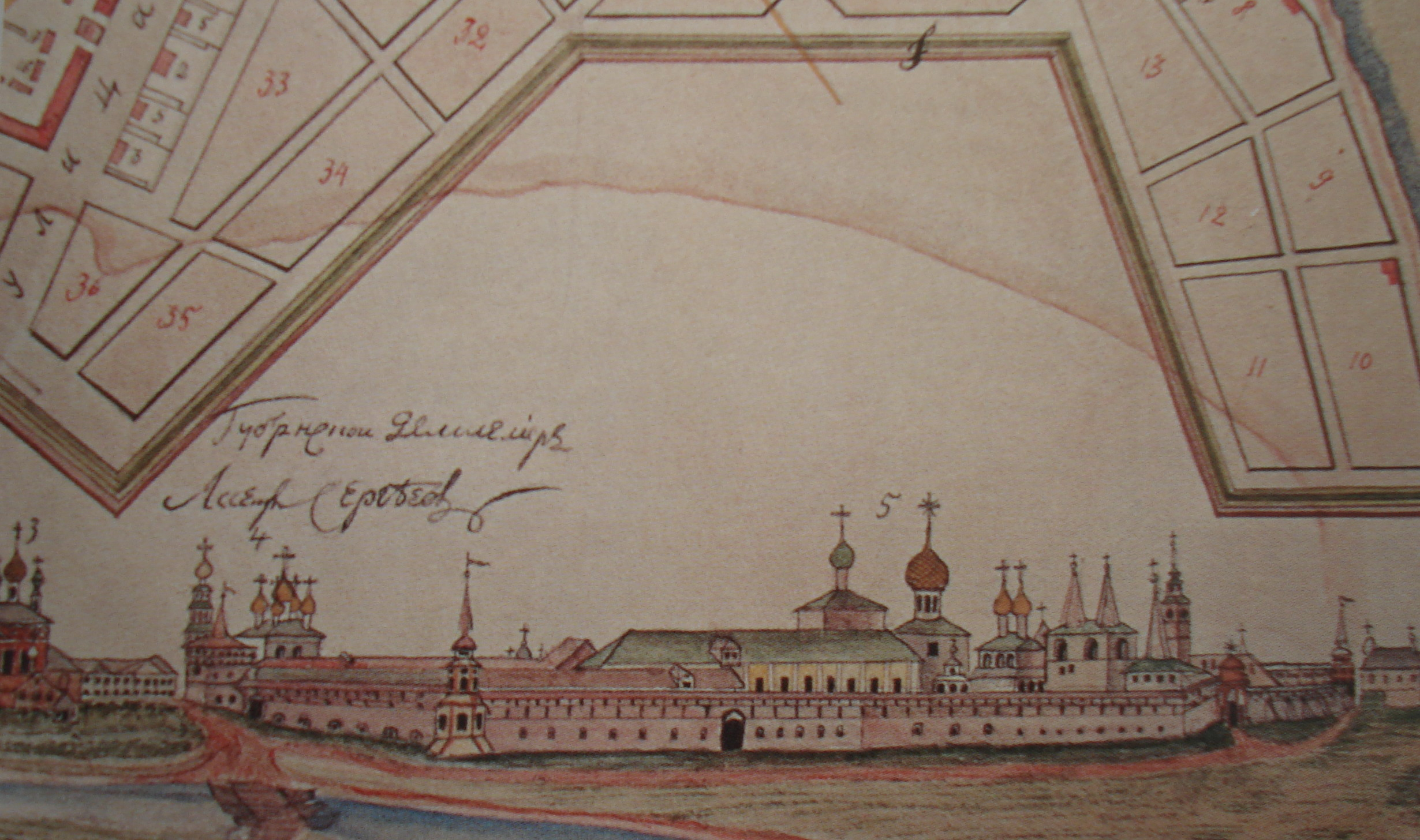
Вид монастыря с плана Ярославля 1802 года

#### Настоятели
- 1311 Прохор
- 1322—1328 Пимен
- 1392 Варлаам
- Кирилл
- Алексей
- Иона схимонах
- Киприан
- 1428 Роман схимонах
- Иона схимонах
- 1461—1462 Трофим
- 1463—1467 Христофор
- Вассиан
- 1490 Тихон
- 1495—1498 Венедикт
- 1506—1532 Иона
- 1535—1539 Иона
- 1545—1548 Вассиан
- 1550—1556 Иосиф
- 1557 Арсений
- 1559—1564 Ефрем
- 1565 Иосиф
- 1566 Кирилл
- 1569 Сильвестр
- 1571 Корнилий
- 1574—1587 Феодосий
- 1589 Сергий
- 1593 Иосиф
- 1595 Антоний
- 1595—1613 Феофил
- 1619—1620 Симеон
- 1621—1648 Никандр
- 1652 Лаврентий
- 1654 Никандр
- 1656—1660 Савватий
- 1660—1668 Сергий
- 1674—1680 Алипий
- 1681—1683 Пафнутий
- 1684 Игнатий
- 1684—1687 Арсений
- 1687—1691 Иларион
- 1691—1692 Иосиф
- 1693—1700 Иосиф
- 1703 Каллист
- 1704—1714 Иосиф
- 1716—1718 Тихон
- 1719—1723 Киприан
- 1723—1726 Афанасий
- 1726—1734 Аарон
- 1734—1737 Карион
- 1737—1743 Рафаил
- 1743—1745 Георгий
- 1745—1747 Иосиф
- 1747—1758 Варфоломей
- 1758 Иларион
- 1759—1760 Владимир
- 1760—1764 Тихон
- 1764—1775 Арсений
- 1775—1776 Павел
- 1776—1788 Иоил

### Архиерейский дом
В 1747 году в монастыре, по инициативе ростовского митрополита Арсения, была открыта Ярославская духовная славяно-латинская семинария (одна из первых в стране). Через 30 лет в ней обучалось 300 воспитанников. В пределах монастыря она находилась до 1875 года, когда получила новое здание, которое ныне занято Естественно-географическим факультетом ЯГПУ.
В 1787 году, в связи с переносом кафедры митрополита из Ростова в Ярославль, Спасский монастырь был преобразован в Ярославский архиерейский дом. Возведены новые здания — Семинарский корпус, церковь Ярославских Чудотворцев Фёдора, Давида и Константина (1831 год) (на месте Входоиерусалимской церкви 1617 года), ризница, Смоленская часовня (1830). Среди книг последнего настоятеля монастыря Иоиля (Быковского) в 1790-х годах Алексей Мусин-Пушкин обнаружил памятник русской литературы XII века — «Слово о полку Игореве».
В 1808 году завершено строительство двухэтажного келейного корпуса, в 1809 — ремонт Святых ворот и стен. В середине XIX века переделывали стены.

### Музей
В июле 1918 года монастырь получил значительные повреждения в результате артиллерийского обстрела Ярославля Красной армией. В 1918—1923 годах проведена частичная реставрация под руководством Петра Барановского. Некоторые здания реставрировали в 1957—1958 годах. На данный момент в части зданий также ведут ремонт.
Ныне территория монастыря является основой Ярославского государственного историко-архитектурного и художественного музея-заповедника.

### Погребения
В монастыре были погребены канонизированные ярославские князья Фёдор Чёрный и его сыновья Давид и Константин, архиепископы Ростовские Прохор и Трифон, ярославские князья Василий Давидович и Александр Фёдорович, лаодикийский митрополит Парфений Небоза, архиепископ Нил (Исакович), ярославский губернатор Алексей Яковлевич Фриде и другие.

## Современный облик монастырского ансамбля
| Здание                                                         | Описание | Фотография                      |
| -------------------------------------------------------------- | --- | ------------------------------- |
| Спасо-Преображенский собор                                     | 1506—1516 годы, XVII век. Самое старое из дошедших до нашего времени зданий Ярославля. |                                 |
| Церковь Ярославских Чудотворцев Феодора, Давида и Константина  | 1825—1831 годы, архитектор Пётр Паньков. Вплотную примыкает к Спасо-Преображенскому собору. Построена на месте древнего Входоиерусалимского храма. | Церковь ярославских чудотворцев |
| Святые ворота с церковью Введения во храм Пресвятой Богородицы | 1516 год, 1621 год, 1810 год |                                 |
| Звонница с церковью Печерской иконы Божией Матери              | XVI—XVII века, 1808—1809 годы, 1823—1824 годы |                                 |
| Церковь Воскресения Христова (Большая крестовая)               | 1 треть XVI века, 1809 год |                                 |
| Часовня Трифона Ростовского                                    | 1830 год |                                 |
| Богородицкая башня                                             | 1623 год |                                 |
| Богоявленская башня                                            | 1804 год |                                 |
| Михайловская башня                                             | 1803 год. Выдержана в стиле барокко. Построена на месте Архангельской проезжей башни 1630-х годов, являвшейся одновременно частью укреплений Земляного города. Старая башня была подобна Угличской башне, но значительно большей высоты, и потому использовалась как главный дозорный пункт. Название получила по находящейся рядом Михаило-Архангельской церкви. |                                 |
| Угличская башня                                                | 1630-е годы. Бывшая проезжая башня, являвшаяся одновременно частью укреплений Земляного города. Название связано с тем, что от этой башни в древности начиналась дорога на Углич. |                                 |
| Водяные ворота                                                 | 1 треть XVII века |                                 |
| Стены                                                          | XVII век, XIX век |                                 |
| Трапезная с настоятельскими покоями                            | 1 треть XVI века, конец XVI века, 1 половина XVII века, 1809 год, 1890 год |                                 |
| Семинарский корпус                                             | конец XVII века, XVIII века, 1897 год |                                 |
| Кельи (северо-восточный корпус)                                | 1670-е годы, 1690-е годы |                                 |
| Кельи у западных ворот (северный корпус)                       | 1808 год |                                 |
| Кельи у западных ворот (южный корпус)                          | 2 половина XVIII века, 1808—1809 годы |                                 |
| Корпус «на погребах»                                           | 1780-е годы |                                 |
| Хозяйственный корпус у Угличской башни                         | конец XVIII века |                                 |
| Хозяйственный корпус у Михайловской башни                      | 1809 год |                                 |
| Ризница                                                        | 1816—1817 годы |                                 |
| Дом ризничего                                                  | 1860 год |                                 |
| Баня                                                           | 1824 год |                                 |
| Стела «Клятва князя Пожарского»                                | 2010 год |                                 |
| Памятник копейке 1612 года                                     | 2013 год |                                 |